# Aranyosvágás
Aranyosvágás (Vadu Moților), falu Romániában, Erdélyben, Fehér megyében, az azonos nevű község központja.

## Fekvése
A Gyalui-havasok alatt, a Nagy-Aranyos patak völgyében, Fehérvölgy, Feketevölgy és Topánfalva közt fekvő település.

## Története

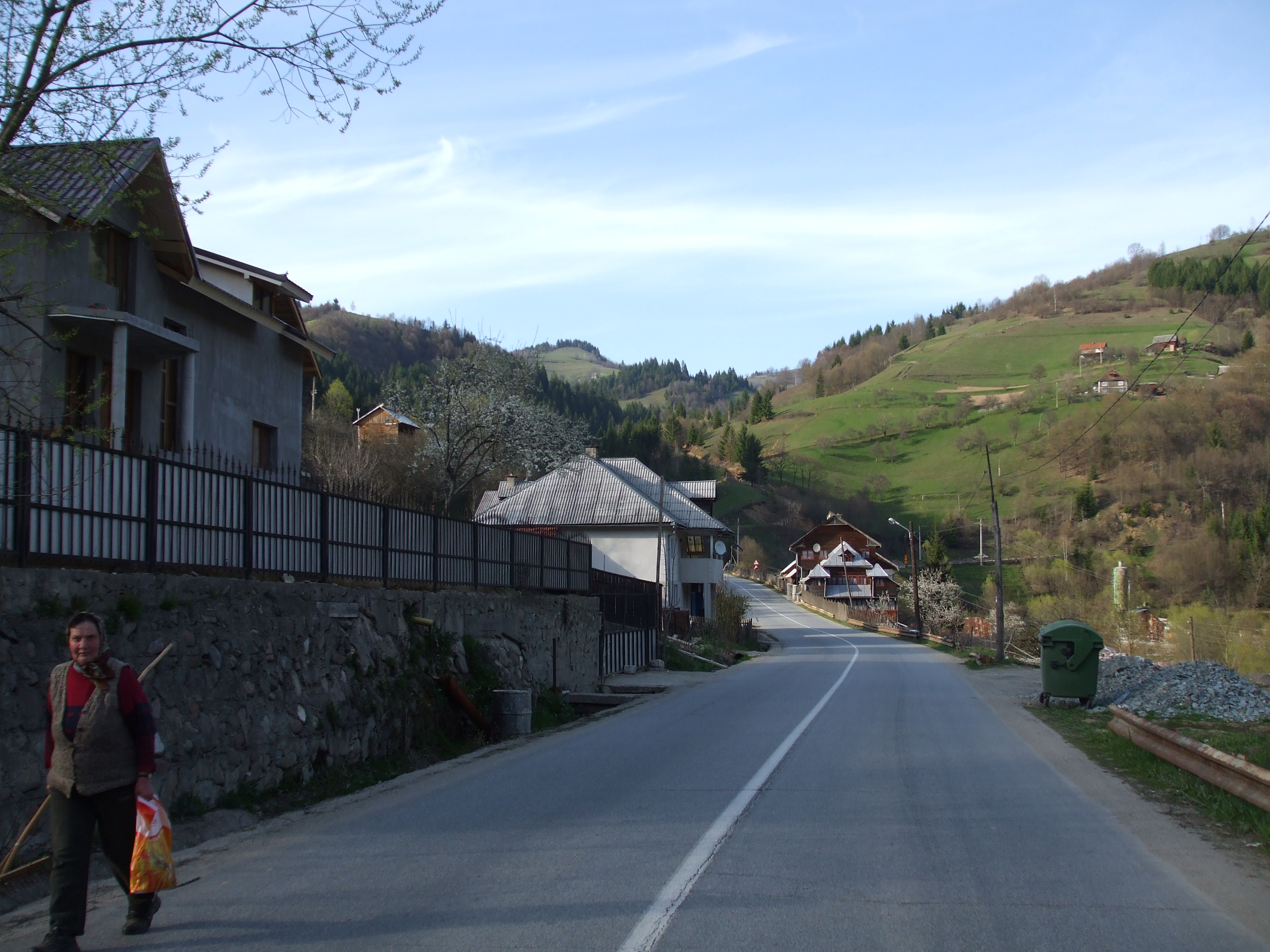
Aranyosvágás látképe

Aranyosvágás 660 és 1275 méter közötti tengerszint feletti magasságban fekvő település, nevét 1770-ben említette először oklevél Szekatura néven.
1861-ben Szeketura, 1888-ban Szekatura, 1913-ban Aranyosvágás néven írták.
Az Aranyos-patak mellett 7 kilométer hosszúságban elterülő községhez jelenleg 12 falu tartozik. A környék híres aranymosó övezet volt egykor, melynek nyomait mára már csak az aranymosás után fennmaradó földhalmok, és aranyásó alagutak jelzik.
Aranyosvágásnál, a Lăzești patak völgyében gyapjú és gyapjútermékek feldolgozására és mosására alkalmas kallómalmok és ványolók működtek még a 20. század elején is, azt kihasználva, hogy a patak vizéből hiányzanak az oxidok, amelyek piros színt kölcsönöznének a fehér termékeknek. Az egykori kallómalmokból mára már csak 5 működik.
1910-ben 1967  lakosából 1962 román volt, és 1962 görögkeleti ortodox volt.
A trianoni békeszerződés előtt Torda-Aranyos vármegye Topánfalvi járásához tartozott.

## Nevezetességek
- Ortodox fatemploma 1516-ban épült, 1884-ben azonban villámcsapás miatt leégett.  A település jelenlegi templomát 1885-1893 között építették.
- Népművészeti múzeum
- Kallómalmok